# ハイブリッド法
ハイブリッド法（ハイブリッドほう、Hybrid method）は、電子状態計算で、非常に大きな系で精度の高いシミュレーションをするための手法の一つ。
精度が要求される部分（計算にとって核心の部分：数原子から数十原子程度の領域だけを考慮すればよい場合が多い）は精度の高い電子状態計算（通常は第一原理計算手法）を行い、その周りの数百～数万原子からなる領域は、分子動力学法や、タイトバインディング法による分子動力学法(TBMD)で解き、更にその周りのマクロな領域は、有限要素法などの連続体として扱う手法（マクロな手法）が担当するようにした方法が、ハイブリッド法である。各領域毎の手法間の接続を如何に上手に行うかが問題となる。
ハイブリッド法は、計算全体でみると第一原理とは言えなくなる。